# Piwipp
Die Piwipp war bis 1977 eine Schiffs-Order-Station für die Rheinschifffahrt mit einer Personenfähre  nach Monheim am Rhein und ist heute eine Ausflugsgaststätte in der Stadt Dormagen.

## Lage
Die Piwipp besitzt eine Höhenlage von 40 m über NN. Auf der anderen Rheinseite befindet sich Monheim am Rhein. Nördlich der Piwipp liegt die Ortschaft Rheinfeld.

## Geschichte
Nach mündlicher Überlieferung soll sich hier im Mittelalter ein Kloster befunden haben. 1257 gab es in Monheim eine Landzollstelle. Daraus lässt sich vermuten, dass damals schon eine Fähre existierte. Im Jahre 1374 ließ sich der Fährbetrieb zwischen Monheim und "ahm Wittenberg aufem Cöllnischen" urkundlich belegen. Im Jahre 1566 wurde die Fähre von der Monheimer Kirche verpachtet und 1666 gehörte die Piwipper Fähre dem St. Pantaleonkloster zu Köln. Seit 1809 beförderte der Pächter der Piwipp auch Personen und Vieh von der linken Seite zum rechten Rheinufer. Seit 1815 gehörte die Piwipp zur Bürgermeisterei Worringen. 1922 wurde diese aufgelöst und die Piwipp kam nach Dormagen und wurde Teil des Dorfes Rheinfeld. 1925 erwarb der Fährmann Wilhelm Siepen das erste Motorboot, die „Gunda“. Das Boot hatte 34 PS. 1964 gab die Orderstation Piwipp durchschnittlich 30 Order pro Tag an vorbeifahrende Schiffe. 1968 wurde das neue Motorboot „Hol über“ mit 84 PS in Dienst gestellt. Noch 1970 kostete die Rheinüberfahrt 30 Pfennig. 1977 wurde der Fährverkehr eingestellt. Nach mehr als 160 Jahren wurde die Orderstation Piwipp ebenfalls aufgelöst.
Zur Wiederbelebung des Fährbetriebs hat sich der "Verein Piwipper Böötchen e.V." gegründet. Nach dem Testbetrieb 2012 wurde im März 2013 der reguläre Fährbetrieb  aufgenommen, seitdem findet der Fährbetrieb von Anfang April bis Mitte Oktober an Wochenenden und Feiertagen statt.

## Nachweise
1. ↑  https://www.monheim.de/freizeit-tourismus/am-rhein
2. ↑  Verein Piwipper Böötchen e.V.
3. ↑  Zahlen & Fakten: Das "Piwipper Böötchen" beendete 2012 die Fährpause, rp-online.de, 10. Januar 2017